# Église Notre-Dame-des-Arts de Pont-de-l'Arche
L'église Notre-Dame-des-Arts est une église catholique située à Pont-de-l'Arche, dans le département de l'Eure, en France. Elle était autrefois consacrée à Saint Vigor.

## Historique
La construction du bâtiment actuel, à la place d'un édifice plus ancien, a débuté en 1499. La plus grande partie en a été achevée en 1566 ; des travaux plus mineurs se sont poursuivis jusqu'au milieu du XVIIe siècle. Plusieurs campagnes de restauration ont eu lieu au XIXe siècle.
Le monument est classé au titre des monuments historiques depuis le 28 décembre 1910.
Autrefois dédiée à Saint Vigor, l'église porte son nom actuel, Notre-Dame des Arts, depuis 1896.

## Description

### Architecture
L'église se compose d'une nef à six travées, munie de deux bas-côtés ; elle ne comporte ni transept, ni déambulatoire.
Elle est de style majoritairement gothique flamboyant, notamment la façade richement sculptée.

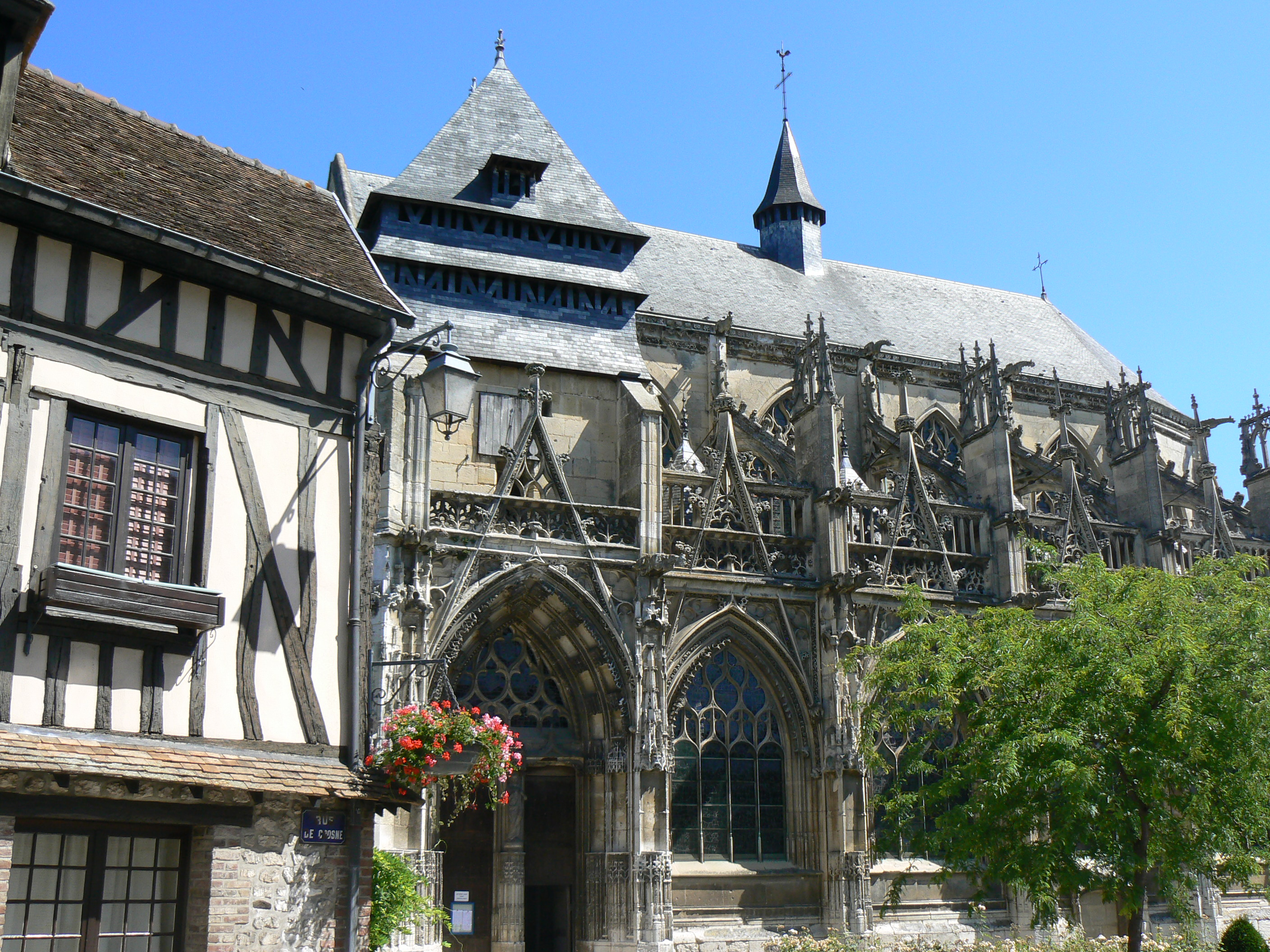
La façade sud de l'église
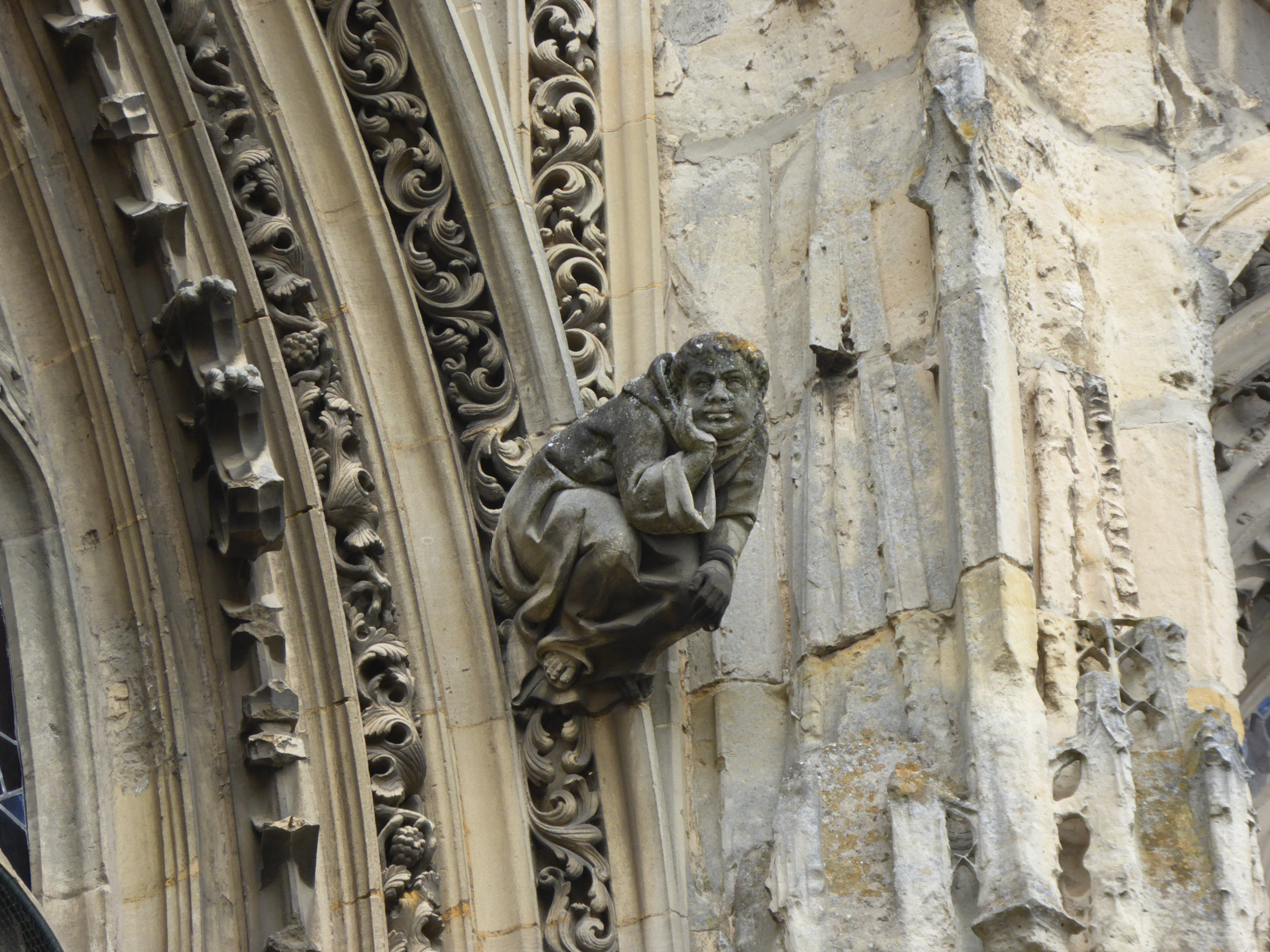
Personnage sculpté sur la façade
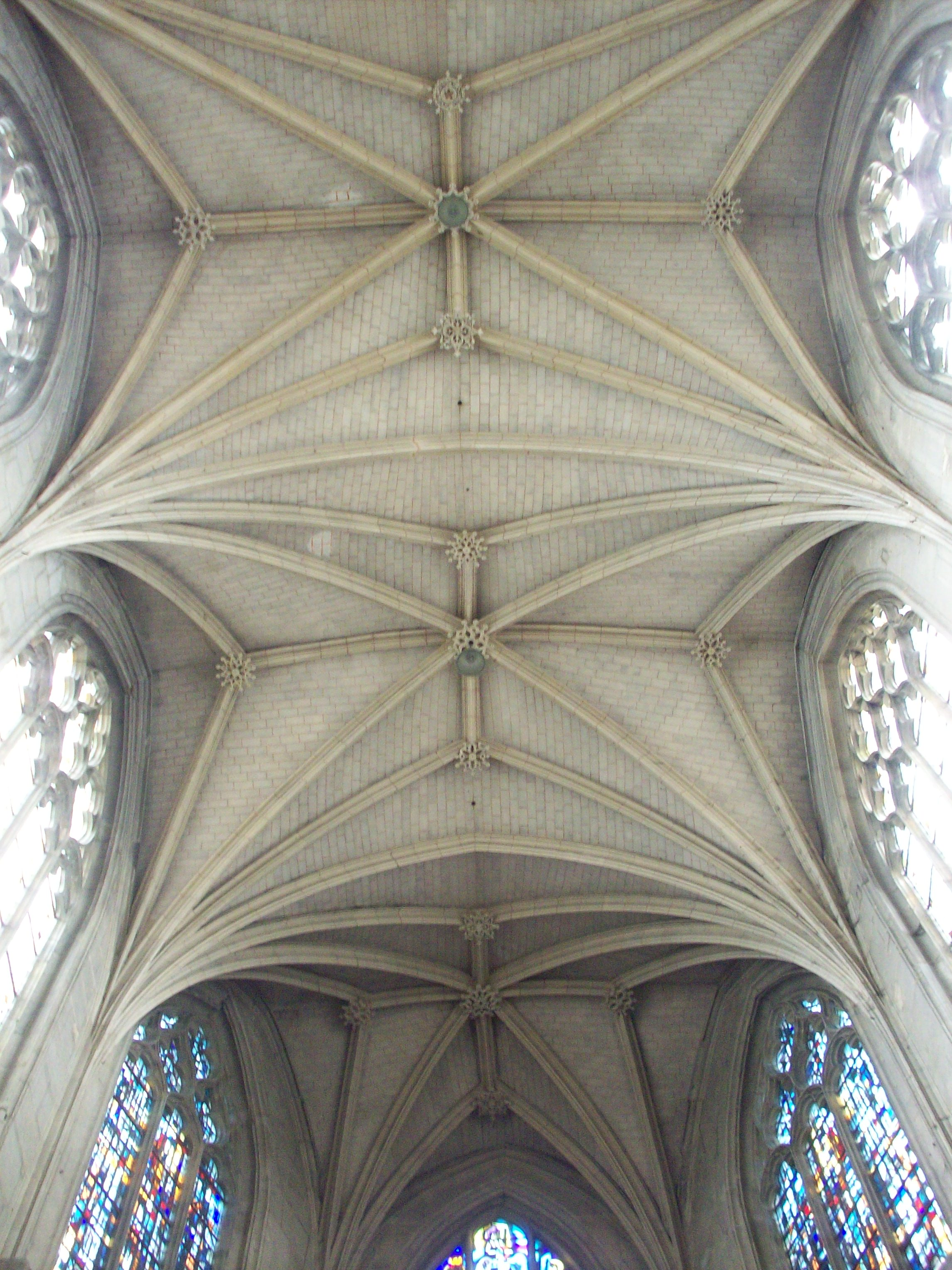
Voûtes à l'intérieur de l'église

### Mobilier
Le retable principal date du XVIIe siècle. D'après Léon de Duranville, il pourrait avoir été financé par un don d'Henri IV. La toile qu'il comporte, représentant la résurrection du Christ, est datée de 1642.
La chaire, ainsi que les stalles du chœur décorées de lions sculptés, proviennent de l'abbaye Notre-Dame de Bonport et datent du XVIIe siècle.
L'orgue a été construit par Jean Oury au début du XVIIe siècle et restauré en 1893.

### Vitraux

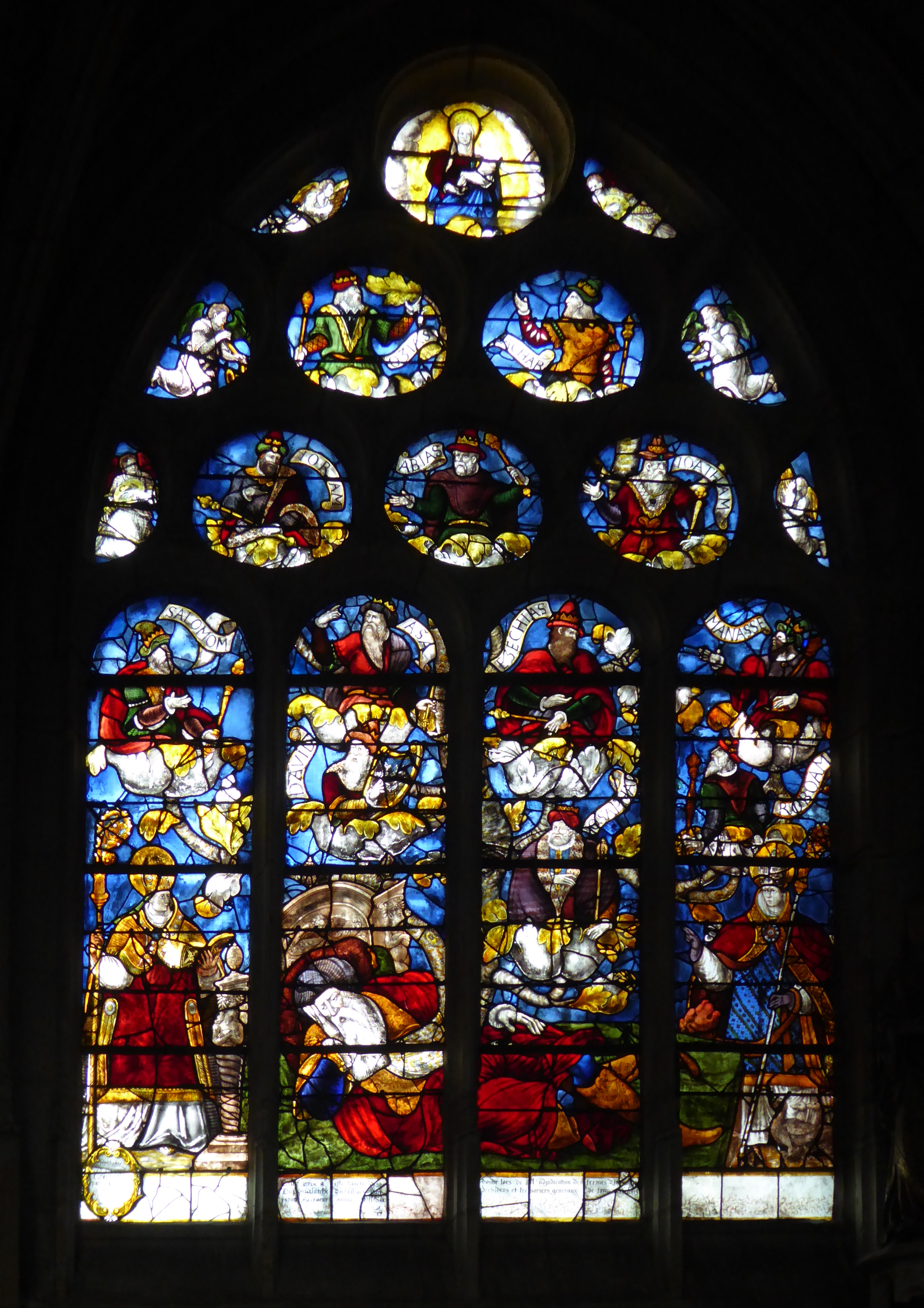
Vitrail de l'arbre de Jessé, datant de 1606, restauré en 1828 puis 1882

L'église contient plusieurs vitraux du XVIe siècle ou XVIIe siècle, restaurés dans la deuxième moitié du XIXe siècle, ainsi que des vitraux contemporains, dus à Michel Durand ou, pour celui de la Crucifixion, à l'atelier Barillet.
L'un des vitraux du bas-côté sud, réalisé en 1605 par le peintre Martin Vérel et restauré en 1883, représente le halage d'un bateau. Il fallait en effet autrefois aider les bateaux à franchir le pont qui enjambait l'Eure et la Seine. On voit représenté sur le vitrail le « maître de pont », qui guidait les manœuvres afin d'éviter qu'un bateau ne heurte une pile du pont.